# Ampelocissus pterisanthella
Ampelocissus pterisanthella är en vinväxtart som först beskrevs av Henry Nicholas Ridley, och fick sitt nu gällande namn av Merrill. Ampelocissus pterisanthella ingår i släktet Ampelocissus och familjen vinväxter. Inga underarter finns listade i Catalogue of Life.